# Едвін Свотек
Едвін Свотек (англ. Edwin Swatek, 7 січня 1885 — 2 січня 1966) — американський плавець і ватерполіст.
Срібний призер Олімпійських Ігор 1904 року.